# Hamdawa
Hamdawa est une des fractions arabes de la tribu M'zab. Elle entoure la ville de Ben Ahmed.

Cette tribu, connue pour sa générosité et son hospitalité, a accueilli pendant des siècles nombre d'étudiants en sciences islamiques sur le site de Sid El Hajj Ettaghi. Son rôle économique n'est pas négligeable. Elle fait partie du grenier de blé du Maroc qu'est la Chaouia et elle contribue considérablement dans l'élevage.

## Histoire
Elle a été pendant longtemps parmi les tribus qui ont dirigé avec les Awlad Sidi Hajjaj, la confédération des Mzab.

## Origines
Ils ce disent d'ascendance idrissides, descendants d'un Ahmed Ben Ali al-Dra'i,,, qui serait de la lignée des Hammudites, dynastie Idrisside d'Al Andalus (selon leur nassab), ils sont alors les descendants de : Ahmed ben Ali al-Dra'i ben Yahya ben Idris al-Mataid ben Ali ben Hamoud al-Nasr ben Mimoune ben Hamoud ben Ali ben Ubayd'Allah ben Omar ben Idris II ben Idris Ier ben Abd'Allah al-Kamil ben al-Hassan al-Muthanna ben Hassan al-Sabt ben Ali ben Abi Taleb. Ils sont venus depuis Ain Louh, territoire sous domination des Zayanes.

## Composition tribal
Les Hamdawa sont composés de plusieurs fractions, la majorité se réclame d'ascendance idrissides, sauf les Bedaoua.
- Moualin Ain Dorban (Caïd Si Mohamed bel Hajj)
- Awlad Bouzian 
  - Awlad Zahra (Ils sont les fils de Bouzian, avec sa première femme, Zahra) (Caïd Hajj Bou Guettaya)
  - Awlad Rima (Ils sont les fils de Bouzian avec sa seconde femme, Rima) (Caid al-Hajj al-Arabi bel-Mokhtar)
- Ouled Abbou (Caïd al-Hajj al-Arabi bel-Mokhtar)
- Aseilat (Caïd Si al-Makki bel-Hajj)
- Rezzouana (Caïd Si al-Makki bel-Hajj)
- Bedaoua